# Partido da Independência e do Trabalho
O Partido da Independência e do Trabalho (Parti de l'Indépendence et du Travail) é um partido político comunista em Senegal. Foi fundado em 1957 e seu secretário-geral é Maguette Thiam.
O partido publica o jornal Daan Doole. A organização juvenil do partido é a Union de la Jeunesse Démocratique Alboury Ndiaye.
Nas eleições parlamentares de 2001 o partido ganhou um assento.